# Джаггер, Бьянка
Бьянка Джаггер (англ. Bianca Jagger), урождённая Бьянка Перес-Мора Масиас (исп. Bianca Pérez-Mora Macías; род. 2 мая 1945, Манагуа) — никарагуанская и британская правозащитница, адвокат. Бывшая актриса
 и жена рок-музыканта Мика Джаггера.

## Биография
Бьянка Перес-Мора Масиас родилась в 1945 году в городе Манагуа (Никарагуа) в семье бизнесмена и домохозяйки. Когда Бьянке было 10 лет, родители развелись. Мать осталась с тремя детьми и небольшим доходом. После школы Бьянка получила стипендию на изучение политологии в Институте политических исследований (Париж, Франция).
В сентябре 1970 года на вечеринке Бьянка познакомилась с солистом группы The Rolling Stones Миком Джаггером. 12 мая 1971 они поженились на официальной церемонии в католической церкви в Сен-Тропе (Франция). 21 октября 1971 года у них родилась дочь, которую назвали Джейд. В мае 1978 года пара развелась. Причиной стала измена Мика Джаггера с моделью Джерри Холл.
В 1970-х и в начале 1980-х годов снялась в нескольких фильмах. Была завсегдатаем богемного клуба «Студия 54». Энди Уорхол называл её своей музой.
С 1980-х годов начала активно заниматься благотворительностью. Она сотрудничала со многими гуманитарными организациями, включая Amnesty International и Human Rights Watch. В 1981 году в составе американской делегации посетила лагерь беженцев в Гондурасе. После землетрясения в Никарагуа в 1972 году вернулась в Манагуа, чтобы найти своих родителей.
Основала Фонд по правам человека Бьянки Джаггер. В начале 1979 года с миссией Красного Креста вновь посетила Никарагуа. Она выступила против вмешательства правительства США в дела Никарагуа после сандинистской революции. Также выступала против смертной казни и защищала права женщин и коренных народов в Латинской Америке, в частности племени яномама в Бразилии, которое подвергалось притеснениям со стороны золотодобывающих предприятий. Читала прощальную речь на похоронах Жана Шарля де Менезеса, которого по ошибке застрелили полицейские в Лондонском метро, приняв за террориста-смертника.
В марте 2002 года Джаггер побывала в Афганистане с делегацией из четырнадцати женщин, организованной организацией «Global Exchange» для поддержки афганских женских проектов. 16 декабря 2003 года Джаггер назначена Послом доброй воли Совета Европы. В 2007 году выступала за закрытие тюрьмы в Гуантанамо.
С 2007 по 2009 годы была председателем «World Future Council». Являлась послом экологической организации 350.org. В июне 2012 года Джаггер вместе с Международным союзом охраны природы и Airbus начала кампанию за восстановление лесов.

## Награды
За свою международную деятельность по гуманитарным вопросам Джаггер получила множество наград, в том числе:
- 1983 — Почетный доктор гуманитарных наук Стоунхилл Колледж (Массачусетс)[3]
- 1995 — Награда ООН «День Земли»[4]
- 1996 — Премия Латиноамериканской федерации Нью-Йорка
- 1996 — «Женщина года 1996» по мнению Boys Town[5].
- 1996 — Премия «Аболиционист года» от Национальной коалиции за отмену смертной казни[6]
- 1997 — Премия «Зелёный глобус» от Rainforest Alliance[7]
- 1997 — Введена в Зал Славы Фонда детской больницы Майами[8]
- 1998 — Премия Американского союза защиты гражданских свобод
- 2003 — Международная премия Международной службы
- 2004 — Международная женская премия, составная часть премии «За вклад в дело Мира», учреждена в 2004 году Михаилом Горбачевым
- 2005 — Премия «За правильный образ жизни»[9]
- 2006 — Премия «Гражданин Мира» Фонда защиты мира в ядерный век.[10]
- 2006 — Премия Бюро мира и справедливости Американского континента[11]
- 2008 — Почётный доктор прав человека женского Колледжа Симмонс[англ.] в Бостоне.[11][12]